# Břežany (Nové Sedlo)
Břežany (německy Pressern) je malá vesnice, část obce Nové Sedlo v okrese Louny. Nachází se asi 1,5 km na severozápad od Nového Sedla. V roce 2009 zde bylo evidováno 22 adres. V roce 2011 zde trvale žilo 40 obyvatel.
Břežany leží v katastrálním území Břežany u Žatce o rozloze 2,52 km².

## Historie
První písemná zmínka o obci pochází z roku 1332, kdy král Jan Lucemburský udělil část Břežan v léno svému příteli Fridrichu z Egenberka. Druhá část vsi patřila cisterciáckému klášteru v bavorském Waldsassenu. V 15. století patřily Břežany šlechtickému rodu Hasištejnských z Lobkovic, v 19. století se staly součástí černínského panství v Krásném Dvoře.

## Obyvatelstvo
Při sčítání lidu v roce 1921 zde žilo 158 obyvatel (z toho 77 mužů), z nichž bylo čtrnáct Čechoslováků, 142 Němců a dva cizinci. Kromě římskokatolické většiny ve vsi žili tři židé a osm lidí bez vyznání. Podle sčítání lidu z roku 1930 měla vesnice 146 obyvatel: patnáct Čechoslováků a 131 Němců. Kromě jednoho evangelíka se všichni hlásili k římskokatolické církvi.
|                                                               | 1869 | 1880 | 1890 | 1900 | 1910 | 1921 | 1930 | 1950 | 1961 | 1970 | 1980 | 1991 | 2001 | 2011 |
| ------------------------------------------------------------- | ---- | ---- | ---- | ---- | ---- | ---- | ---- | ---- | ---- | ---- | ---- | ---- | ---- | ---- |
| Obyvatelé                                                     | 158  | 180  | 148  | 156  | 156  | 158  | 146  | 86   | 81   | 73   | 55   | 39   | 38   | 40   |
| Domy                                                          | 19   | 24   | 23   | 25   | 25   | 25   | 25   | 23   | 29   | 15   | 16   | 17   | 17   | 17   |
| Počet domů z roku 1961 zahrnuje také domy místní části Číňov. |      |      |      |      |      |      |      |      |      |      |      |      |      |      |

## Pamětihodnosti
- Barokní kostel svatého Šimona a Judy z roku 1750 stojí na návsi. Obklopuje ho zeď zrušeného hřbitova se sochami svatého Prokopa a svatého Vojtěcha.[10]
- Sloup se sochou Panny Marie
- Tvrziště – archeologické stopy, nachází se severně od hřbitova[11]

## Osobnosti
- Eugen Gura (1841–1906), operní pěvec
- Josef Barth (1860–1941), politik

## Galerie

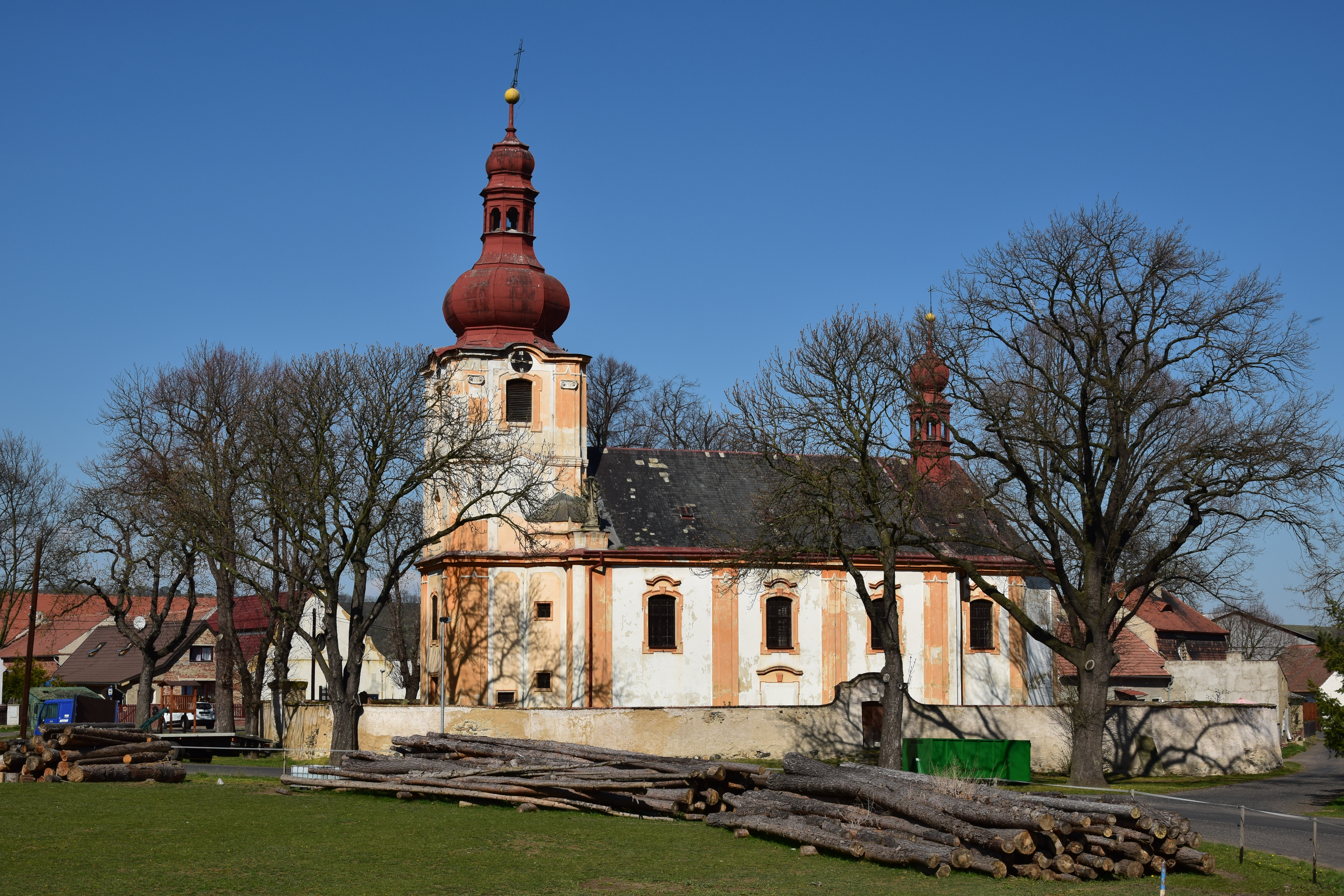
Kostel svatého Šimona a Judy
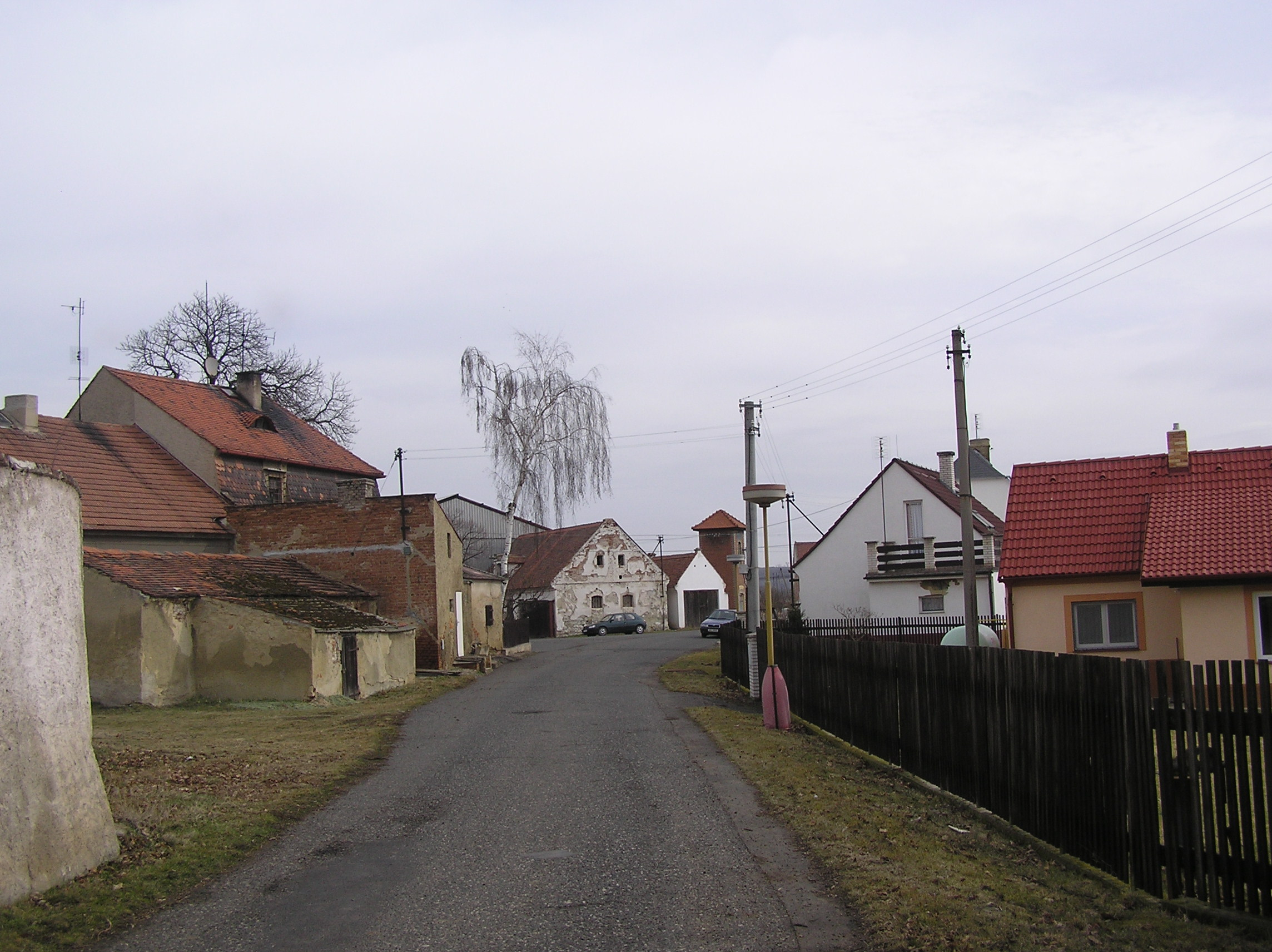
Jedna z ulic
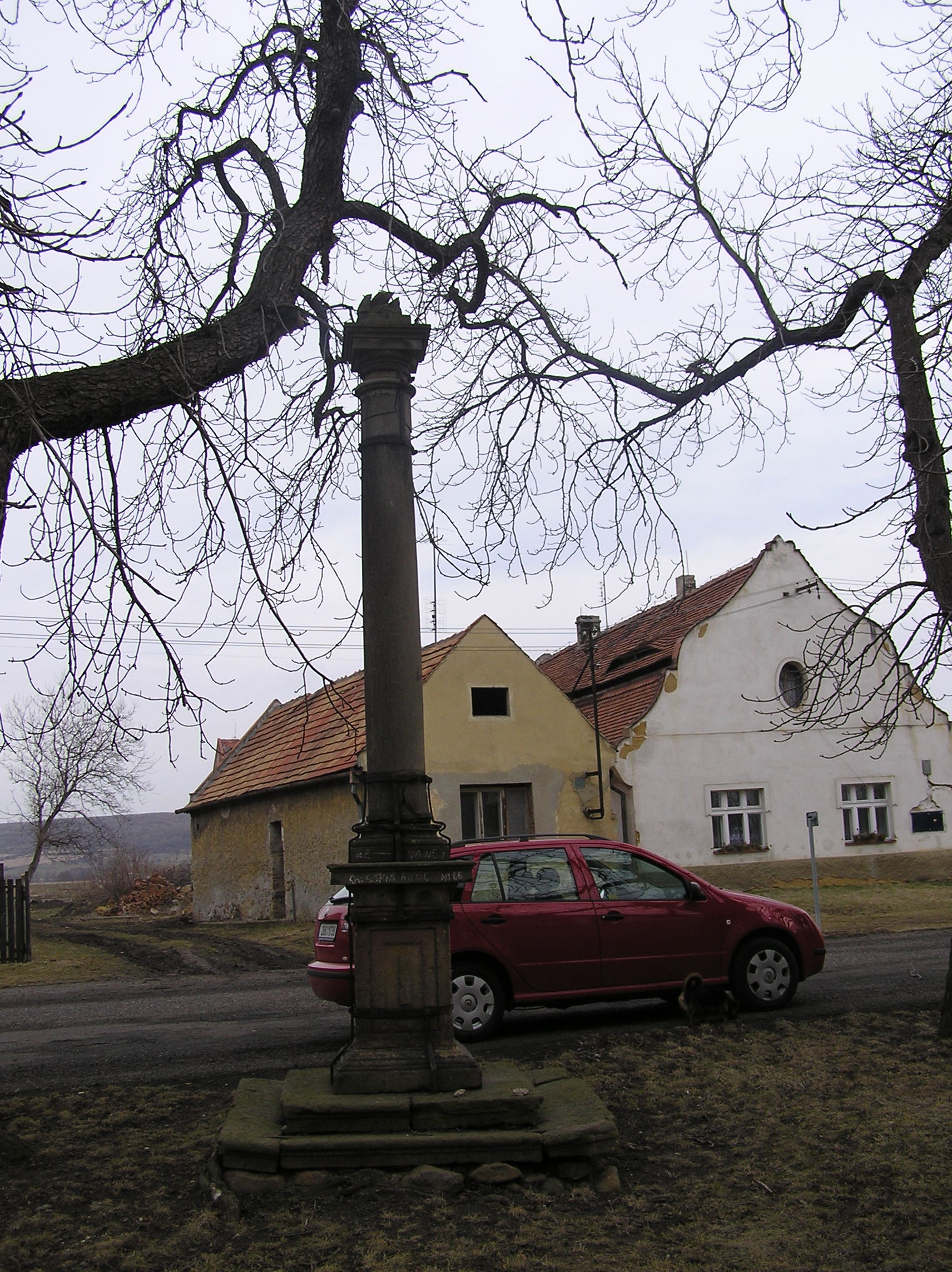
Mariánský sloup